# Denis Kuzin
Pour les articles homonymes, voir Kouzine.
Denis Kuzin (en russe : Денис Валерьевич Кузин, Denis Valerievitch Kouzine) né le 4 décembre 1989 est un patineur de vitesse kazakh.

## Biographie
Il commence sa carrière internationale en 2008. Il participe ensuite aux Jeux olympiques d'hiver de 2010 où il obtient deux 23e place sur le 1 000 m et le 1 500 m.
En 2012, il est victime d'une chute à vélo et se blesse à l'épaule. Il revient quatre mois plus tard, alors qu'il avait présagé de laisser tomber le sport de compétition.
En 2013, il devient champion du monde du 1 000 mètres, un dixième de seconde devant Mo Tae-bum. En 2014, il est quatrième des Championnats du monde de sprint. Qualifié pour les Jeux olympiques d'hiver de 2014 à Sotchi, il atteint le top 10 sur ses deux distances favorites, terminant respectivement septième et neuvième sur le 1 000 m et le 1 500 m.

## Palmarès
- Championnats du monde simple distance
  -  Médaille d'or du 1 000 m à Sotchi en 2013.